# André Prétavoine
André Germain Casimir Prétavoine est un homme politique français né le 27 juin 1822 à Louviers (Eure) et décédé le 7 janvier 1896 à Paris.
Adjoint au maire de Louviers en 1848, il se rallie à l'Empire et devient maire en 1855. Il est représentant de l'Eure de 1871 à 1876, inscrit à la réunion des réservoirs, siégeant à droite. 

## Distinctions
Le 14 août 1867, il est nommé chevalier de la Légion d'honneur 

## Famille
En 1857, il a un fils, Louis Charles Marie , né de son union le 15 mai 1849 à Paris avec Charlotte Marie Février.

## Sources
- « André Prétavoine », dans Adolphe Robert et Gaston Cougny, Dictionnaire des parlementaires français, Edgar Bourloton, 1889-1891 [détail de l’édition]